# Гагаріна Тамара Миколаївна
Тама́ра Микола́ївна Гага́ріна (* 1948 — † 2013) — українська актриса музичної комедії, заслужена артистка УРСР (1987), солістка-вокалістка Київського театру оперети (1973–2003).

## Життєпис
Тамара Гагаріна закінчила Київський національний університет театру, кіно і телебачення імені І. К. Карпенка-Карого (кафедра музичного виховання), вихованка З. Г. Зінюк.
У 1973–2003 роках Тамара Миколаївна — солістка-вокалістка Київського театру оперети, де вона зіграла багато провідних ролей. «Її талант, оптимізм і нездолана любов до акторської професії стали запорукою створення різноманітної палітри яскравих ролей» — відзначається на офіційному сайті театру.

## Ролі
- Оксана («Місто на світанку» В. Ільїна)
- Кетті («Моя дружина — брехуха» В. Лукашова)
- Пеггі Гульд («Суд іде» В. Бистрякова)
- Мірабелла («Циганський барон» Й. Штрауса)
- Маріетта («Баядера» І. Кальмана)
- Зоя («Зойчина квартира» В. Назарова)[2]
- Регіна («Вільний вітер» І. Дунаєвського)
- Герцогиня Мальборо («Ваш хід, королево!» О. Журбіна)
- Марі Лятуш («Принцеса цирку» І. Кальмана)
- Міледі («Три мушкетери» М. Дунаєвського)
- Юлія («Дівчина і море» Я. Цегляра)
- Горпина («Майська ніч» М. Лисенка)
- Ольга («Весела вдова» Ф. Легара)
- Анастасія («Царевич» Ф. Легара)
- Ніна Бірюзова («Севастопольський вальс» К. Лістова)
- Анжела («Поцілунок Чаніти» Ю. Мілютіна)
- Принцеса («Бременські музиканти» Г. Гладкова)
- Дар'я («Дівочий переполох» Ю. Мілютіна)
- Кетті Гаррісон («Як повернути чоловіка» В. Ільїна та В. Лукашова)
- Ірма («Найчарівніша» М. Ліди)[3]
- Юлань («Останній чардаш» І. Кальмана)
- Сонька — «Золота ручка» («Зоряний час» А. Філіпенка)
- Міс Олрайт («Принцеса і садівник, або Все, як у казці» А. Ключнека)
- Перша жінка («Сто перша дружина султана» А. Філіпенка)